# Emily the Strange

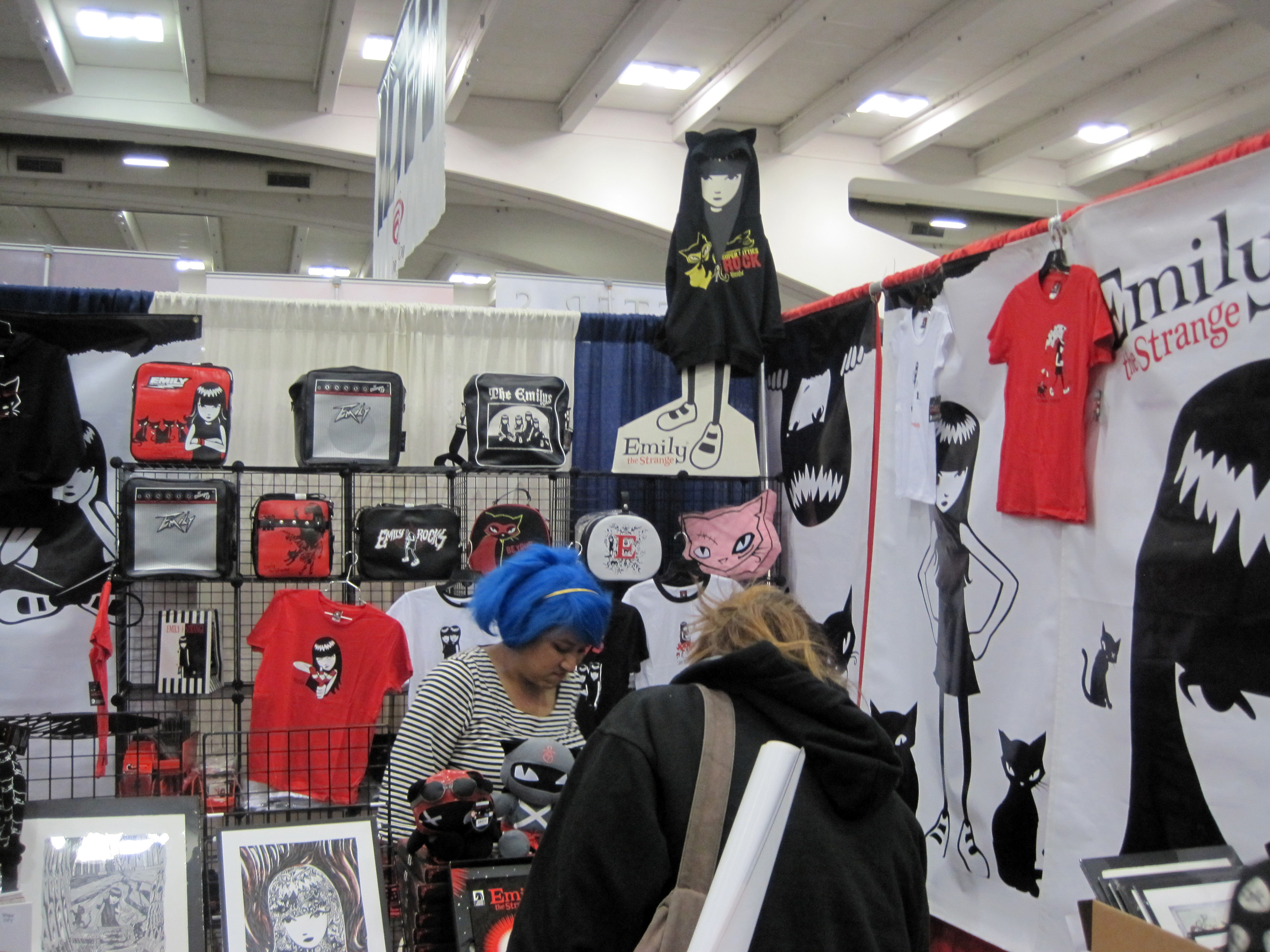
Standul "Emily the Strange" la WonderCon 2010.

Emily the Strange este un personaj, o mascotă creată de Rob Reger pentru compania sa Cosmic Debris Etc. Inc.

## Istorie
A apărut pentru prima dată pe autocolante distribuite la concerte, în magazinele de discuri și magazinele de articole pentru skateboarding în scopul de a promova Debris Cosmic, linie de îmbrăcăminte creată de artistul și skateboarder-ul Rob Reger, pilotul de curse Matt Reed și Nathan Carrico, care a proiectat-o pe Emily în 1991 pentru Santa Cruz Skateboards în Santa Cruz, California.

## Extinderea mărcii
Franciza Emily the Strange are un catalog de comercializare destul de vast, incluzând îmbrăcăminte, articole de papetărie, autocolante și accesorii de modă. Toate produsele au un aspect distinctiv al lui Emily și frecvent conțin expresiile sale tipice cum ar fi, „Get Lost," „Be all you can’t be" și „Wish You Weren’t Here". Alianțe de parteneriate i-au inclus pe Jones Soda, Gibson Guitars și  Manic Panic (produse de colorare a părului, unghiilor și extensii colorate).

### Îmbrăcăminte
Emily Strange a fost o linie de îmbrăcăminte și accesorii populară timp de aproape 15 ani, cu vânzări în buticuri de specialitate. Produsele s-au găsit, de asemenea, și pe site-ul oficial al mărcii. Emily a apărut în Vanilla Sky și pe MADtv. Multe celebrități, printre care Julia Roberts, Britney Spears și Björk, au purtat marca. Din 2010, linia de îmbrăcăminte Emily the Strange este fabricată și distribuită de compania italiană Pier Spa.

### Divertisment și ecranizare
Rob Reger a proiectat și a inclus benzile desenate Emily the Strange într-o broșură de 12 pagini pentru albumul Batbox a lui Miss Kittin în 2008.
Începând cu anul 2000, Rob Reger a încercat sa facă o ecranizare a lui Emily. În 2005, s-a raportat că Fox Animation ar face un film live action / de animație, cu Chris Meledandri și producătorul John Cohen.. În 2008, s-a raportat că Mike Richardson, de la Dark Horse Entertainment, s-a alăturat ca producător. În același an a fost raportat neoficial că filmul s-a mutat la Illumination Entertainment. În septembrie 2010, a fost raportat că Universal Studios a achiziționat drepturile, și că actrița Chloë Grace Moretz a fost aleasă în rolul lui Emily. În august 2011, a fost anunțat că Melisa Wallack, care a scris scenariul pentru Oglindă, Oglinjoară, a fost angajată pentru a scrie adaptarea. Două luni mai târziu a fost confirmat faptul că filmul este într-adevăr în lucru la Illumination Entertainment. Kealan O'Rourke a fost adus să rescrie scenariul. În 2016, s-a raportat că Dark Horse Entertainment și Amazon Studios sunt în negocieri pentru a realiza un film de animație. Pe 30 octombrie 2024, s-a anunțat că Warner Bros. Pictures Animation și Bad Robot sunt în lucru la un film de animație lungmetraj cu un scenariu dezvoltat de Pamela Ribon și Reger servind ca producător executiv alături de Trevor Duke-Moretz.

### Pisici
Emily este de obicei prezentată însoțită de patru pisici negre. „Sabbath", cel mai nou membru al familiei „ciudate", este recunoscut după lacrima de pe ureche și o mustață îndoită. „Miles", motanul cel mai artistic al grupului și, de asemenea, cel mai rapid, este identificat de urechi ascuțite, X-ul de pe ochiul drept și două mustăți ascuțite. „Nee Chee", gânditorul grupului (de asemenea, cunoscut sub numele de intrigant), este identificat prin niște dungi negre și albe pe coadă cauzate de o scurgere chimică și trei mustăți. „Mystery", lidera de grup și singura pisicuță dintre cei patru, pare a fi cea mai apropiată de Emily, și, prin urmare, considerată a fi pisica care a stat cel mai mult cu Emily. Mystery este identificată prin steluța de pe gulerul ei, mustață creață și, ocazional, o stea pe ochiul ei stâng.